# 巴瓦尔-373
巴瓦尔-373 （波斯語：باور-۳۷۳）是伊朗研發的一种面對空飛彈，于2016年8月首次亮相。它由伊朗国防和武装部队后勤部与伊朗一家制造商和大学合作研發。 2019年8月22日，巴瓦尔-373正式加入伊朗军队服役。2022年11月6日，伊朗国防部公佈了升級版的巴瓦尔—373。